# Orkansäsongen i norra Atlanten 2024

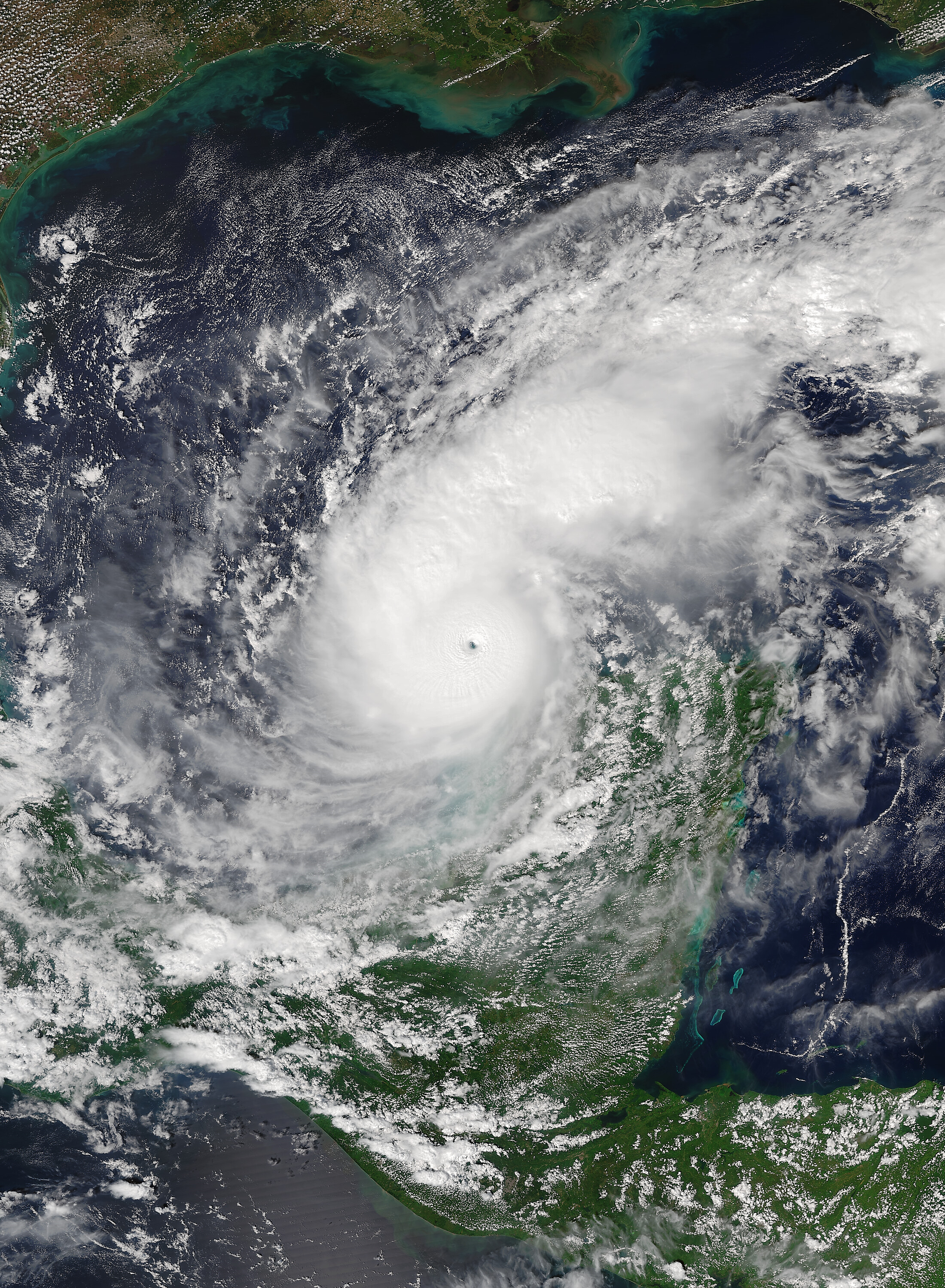
Sattelitbild på orkanen Milton ovanför Mexikanska golfen, 2024-10-07

Orkansäsongen i norra Atlanten sträcker sig varje år från 1 juni till 30 november. De flesta orkaner förekommer allmänt mellan augusti och oktober. I genomsnitt registreras 14,4 orkaner (räknad för perioden 1991 till 2020) med en maximal vindhastighet av 63 till 117 km/h, ungefär 7 stormar med en vindhastighet mellan 117 och 178 km/h samt 3 orkaner med större hastigheter.

## Registrerade orkaner 2024
- Stormen Alberto fanns mellan 19 och 20 juni i Västindien och norra Centralamerika. Den orsakade flera dödsfall i Guatemala, El Salvador och Mexiko.[2]
- Orkanen Beryl rörde sig mellan 28 juni och 10 juli mellan Öarna över vinden och södra Kanada.[3]
- Stormen Chris registrerades från 30 juni till 1 juli i sydvästra Mexikanska golfen.[4]
- Orkanen Debby började den 3 augusti öster om Kuba och den hade samma klassifikation fram till 9 augusti. Resterna vandrade över Atlanten till Färöarna.[5]
- Orkanen Ernesto följde mellan 12 och 20 augusti ungefär samma sträcka.[6]
- Orkanen Francine började den 9 september norr om Yucatánhalvön och förflyttade sig till Louisiana som nåddes den 12 september.[7]
- Stormen Gordon fanns från 11 till 17 september i centrala Atlanten mellan norra Afrika och Karibien.[8]
- Ett lågtrycksområde fanns i september i östra USA men det nådde inte orkanstyrka.[9]
- Orkanen Helene rörde sig mellan 23 och 27 september från östra Honduras till sydöstra USA. I Förenta staterna registrerades hundratals dödsoffer.[10]
- Kirk var mellan 29 september och 7 oktober klassificerad som orkan.[11] Meteorologerna i centrala och norra Europa förväntade sig mycket regn i regionen på grund av stormen.[12]

### Orkanen Milton
Den 5 oktober 2024 uppkom stormen Milton på grund av särskilt varmt yttvatten i Mexikanska golfen. Redan den 7 oktober klassades orkanen i kategori 5 med vindhastigheter större än 240 km/h. Vid kustlinjen av östra USA förväntas högvatten med upp till 4,5 meter. Floridas guvernör Ron DeSantis meddelade den 7 oktober att alla avgifter för motorvägarna är inställda för en vecka för att säkerställa evakueringar. Presidenten Joe Biden stannade i landet och den planerade resan till Tyskland blev uppskjuten. Utrikesministern Antony Blinken kom tidigare tillbaka från en resa.